# Список высших учебных заведений Орловской области
В список высших учебных заведений Орловской области включены образовательные учреждения высшего и высшего профессионального образования, находящиеся на территории Орловской области и имеющие действующую лицензию на образовательную деятельность. Список вузов приведён в соответствии с данными сводного реестра лицензий, в список филиалов включены организации, участвовавшие в мониторинге Министерства образования и науки Российской Федерации 2016 года. По состоянию на 20 февраля 2016 года в Орловской области действующую лицензию имели 6 вузов и 6 филиалов.
Филиалы вузов, головные организации которых находятся в иных субъектах федерации, сгруппированы в отдельном списке. Порядок следования элементов списка — алфавитный.

## Список высших образовательных учреждений
| Название                                                        | Категория       | Статус      | Год основания | Месторасположение | Число студентов |
| --------------------------------------------------------------- | --------------- | ----------- | ------------- | ----------------- | --------------- |
| Академия Федеральной службы охраны Российской Федерации         | государственный | академия    | 1966          | Орёл              |                 |
| Орловский государственный аграрный университет                  | государственный | университет | 1975          | Орёл              | 5217            |
| Орловский государственный институт культуры                     | государственный | институт    | 1972          | Орёл              | 1576            |
| Орловский государственный институт экономики и торговли         | государственный | институт    | 1962          | Орёл              | 3653            |
| Орловский государственный университет имени И. С. Тургенева     | государственный | университет | 1919 1931     | Орёл              | 9555            |
| Орловский юридический институт МВД России имени В. В. Лукьянова | государственный | институт    | 1976          | Орёл              |                 |

## Список филиалов высших образовательных учреждений
| Название                                                                          | Категория         | Статус      | Год основания | Месторасположение | Месторасположение головной организации | Число студентов |
| --------------------------------------------------------------------------------- | ----------------- | ----------- | ------------- | ----------------- | -------------------------------------- | --------------- |
| Ливенский филиал Орловского государственного университета имени И. С. Тургенева   | государственный   | университет | 1952          | Ливны             | Орёл                                   | 168             |
| Мценский филиал Орловского государственного университета имени И. С. Тургенева    | государственный   | университет | 2001          | Мценск            | Орёл                                   | 231             |
| Орловский филиал Московского государственного университета путей сообщения        | государственный   | университет | 1922          | Орёл              | Москва                                 | 164             |
| Орловский филиал Российской академии народного хозяйства и государственной службы | государственный   | академия    |               | Орёл              | Москва                                 | 3946            |
| Орловский филиал Финансового университета                                         | государственный   | университет | 1958          | Орёл              | Москва                                 | 467             |
| Филиал в Орле Воронежского экономико-правового института                          | негосударственный | институт    | 2004          | Орёл              | Воронеж                                | 317             |